# 戦うパンチョビラ
『戦うパンチョビラ』（たたかうパンチョビラ、Villa Rides）は、1968年のアメリカ合衆国の伝記冒険映画。監督はバズ・キューリック、出演はユル・ブリンナーとロバート・ミッチャムなど。メキシコ革命で活躍したパンチョ・ビラ（パンチョ・ビリャ）を描いている。
日本でソフト化された際のタイトルは『戦うパンチョ・ビラ』。

## ストーリー
メキシコ革命の動乱が続く1912年、メキシコ政府軍に武器を空輸するアメリカの武器商人リーは、メキシコの田舎町でパンチョ・ビラ率いる革命軍に捕まってしまう。リーは命と引き替えに、飛行機とともに革命軍の為に働くことになる。そして次第に革命軍のリーダー、パンチョ・ビラに魅せられていく。

## キャスト
- パンチョ・ビラ：ユル・ブリンナー（吹替：小林修）
- リー・アーノルド：ロバート・ミッチャム（吹替：浦野光）
- フィエロ：チャールズ・ブロンソン（吹替：大塚周夫）
- フィーナ：マリア・グラツィア・ブッチェラ（英語版）（吹替：弥永和子）
- ウルビナ（英語版）：ロバート・ヴィハーロ（英語版）（吹替：納谷六朗）
- ラミレス：フランク・ウォルフ（英語版）
- ウェルタ将軍：ハーバート・ロム（吹替：富田耕生）
- マデロ大統領：アレクサンダー・ノックス
- エミリタ：ディアナ・ロリス（英語版）
- ドン・ルイス：ロバート・キャリカート（英語版）
- フエンテス：フェルナンド・レイ
- 将軍：フリオ・ペーニャ（英語版）
- 少佐：ホセ・マリア・プラダ（英語版）
- 酒場の女：ジル・アイアランド